# Kizilbaix
Kizilbaix (cap vermell) són diversos grups o sectes a Turquia, entre les quals la principal és la dels alevis. A l'Afganistan hi ha un grup xiïta minoritari principalment a Kabul i part de l'Hazaradjat, anomenat kizilbaix, descendents suposats de la guarnició establerta per Nadir Shah el 1738 durant la seva campanya a l'Índia i que el 1980 s'estimaven entre 60.000 i 200.000.
A la república de l'Azerbaidjan de 1918 a 1920 les tropes regulars reclutades pel govern van rebre el nom de kizilbaixis.
Sota els safàvides el nom, originat en el turbant (tadj) distintiu (escarlata o porpra) amb 12 puntes (pels 12 imams), fou donat als deixebles (murads) dels xeics safàvides. Shaykh Haydar va establir el 1478 una confraria que portava aquest turbant però l'aq qoyunlu Yakub va prohibir portar-lo a la mort del xeic. Posteriorment els safàvides van anomenar kizilbaixis a les tribus turcmanes d'Anatòlia, muntanyes d'Armènia i nord de Síria que van ser convertits a la secta i van esdevenir els deixebles fanàtics dels xeics a Ardabil; es va estendre el nom també a algunes tribus iranianes que donaven suport als safàvides com els talix i els de Karadja Dagh, i a grups kurds i lurs. Els grups principals (oymaks) foren:
- Ustadjlu
- Rumlu
- Shamlu
- Dulghadir (de Dhu l-Kadr)
- Takkalu
- Afshar
- Qadjar
- Turkman
- Warsak
- Baharlu

Amb el xa Ismail I els més poderosos eren els shamlus. La presència de nombrosos kizilbaixis a Anatòlia oriental, convertits a les doctrines safàvides (xiïtes), era un perill pels otomans (sunnites), i el 1502 Baiazet II en va deportar molts a Morea. El 1511 una revolta de kizilbaixis va esclatar a Tekeoğulları i Selim I en va massacrar uns quants milers (uns 40.000) abans d'envair Pèrsia el 1514.
A Pèrsia, d'ençà que va néixer l'estat safàvida el 1501, els kizibaixis van formar l'aristocràcia militar de l'estat. Després d'ajudar a la nissaga a obtenir el poder van rebre les principals funcions de l'estat i els principals governs provincials. les dues funcions principals eren el wikalat i l'amir al-umara, que al principi eren ocupades les dues pel mateix oficial kizilbaix. Amb Tahmasp I l'ofici d'amir al-umara va perdre importància i el va substituir el de kurči-bashi, que ocuparen també oficials kizilbaixis. Els governs provincials els van rebre com a feus (tiyul). després del 1510 amb la conquesta del Gran Khorasan, Herat va esdevenir la segon capital i seu d'un príncep safàvida (generalment l'hereu presumpte) sota la guàrdia del governador general kizilbaix amb títol de lala o atabeg (tutor).
Aquesta hegemonia va provocar friccions. Els kizilbaixis designaven als perses com "tadjiks" en sentit despectiu; els perses que tradicionalment havien tingut l'administració, aspiraven als càrrecs principals. El xa Ismail va tractar de mantenir un equilibri entre les dues forces i va nomenar alguns wakils perses, però dels cinc que va arribar a exercir en el seu regnat, tres foren assassinats per kizilbaixis. A la mort d'Isamil el 1524, la curta edat de Tahmasp I el seu fill i successor, fou aprofitada pels kizilbaixis per assolir el poder de l'estat. Però les diferències tribals (oblidades durant els anys de lluita pel poder) ja havien retornat i durant deu anys els principals oymaks van lluitar per l'hegemonia. Entre 1526 i 1533 bé un dels oymaks o bé una coalició va governar el país. El 1530-1531 els takkalus es van apoderar de la persona del xa, però els altres oymaks el van defensar i en la lluita milers de takkalus foren morts (els que van sobreviure van fugir a l'Iraq i van entrar al servei dels otomans).
El 1533 Tahmasp I va agafar el control que va conservar uns 40 anys però quan es va posar malalt el 1574 les lluites entre els kizilbaixis van retornar. Però ara hi havia un element nou: els ghulams (esclaus reials) formats per armenis, georgians i circassians que havien estat fets presoners, la majoria en les campanyes de Tahmasp I a Geòrgia (1550-1554), o nascut de dones portades de Geòrgia, i havien esdevingut esclaus del xa rebent una formació especial per funcions administratives o militars, i formant en aquest segon àmbit regiments de nova creació; rebien el seu sou del tresor reial i, per tant, eren molt fidels al xa i no pertanyien a cap tribu. Així en les lluites del 1574 van marcar l'inici de la presència dels ghulams que de moment no van sobrepassar als kizilbaixis els quals van conservar el poder. El 1508 el poderós kizilbaix Murshid Kuli Khan Ustadjlu va posar al tron a Abbas I el Gran, i aquest va començar a afavorir els ghulams que considerava menys perillosos per l'estat. Encara que la seva política va tenir èxit, va afeblir l'estat militarment, ja que els ghulams, tot i donar grans generals, no eren en conjunt una força combatent tan efectiva com els seus rivals. Els kizilbaixis menypreaven als ghulams als que anomenaven baraoghlu (fills d'esclaves negres).
Els kizilbaixi eren essencialment una cavalleria turcmana pesada. Portaven arc, llança, sabre, daga, i destral; en combat el turbant o tadj era substituït per una protecció reforçada amb cota de malla que protegia les galtes; carregaven cridant "¡Al·là, Al·là!. Però la seva primera lleialtat era a la tribu. Abbas per disminuir el seu poder va donar el comandament d'algunes tribus a oficials kizilbaixis que no pertanyien a la pròpia tribu o a un ghulam, i va traslladar homes d'una tribu a districtes on en predominava una altra. Progressivament la combativitat dels kizilbaixi fou afectada i això va acabar amb l'enfonsament de l'estat safàvida.